# Kochius hirsuticauda
Espèce
Synonymes
- Vaejovis hirsuticauda Banks, 1910

Kochius hirsuticauda est une espèce de scorpions de la famille des Vaejovidae.

## Distribution
Cette espèce se rencontre aux États-Unis en Californie, au Nevada, en Utah et en Arizona et au Mexique en Basse-Californie.

## Description
Kochius hirsuticauda mesure jusqu'à 32 mm.

## Systématique et taxinomie
Cette espèce a été décrite sous le protonyme Vaejovis hirsuticauda par Banks, 1910. Elle est placée dans le genre Kochius par Soleglad et Fet en 2008.

## Publication originale
- Banks, 1910 : « The scorpions of California. » Pomona College Journal of Entomology, vol. 2, no 2, p. 185-190 (texte intégral).